# Мајли: Филм
Мајли: Филм (енгл. Miley: The Movement) амерички је документарни телевизијски филм из 2013. године о певачици и глумици Мајли Сајрус, након што се вратила музици после објављивања четвртог студијског албума Bangerz. Емитован је 2. октобра 2013. године, непосредно пре објављивања албума, којем је документарни филм послужио као промотивни материјал. Приказује Мајли како довршава детаље у вези са лансирањем албума, наступа у јавности ради додатне промоције и вежбе за контроверзни наступ на додели MTV Video Music Awards.
Добио је углавном помешане рецензије мејнстрим критичара, који су похвалили Мајлин искрен говор, али су били разочарани неуспехом да у потпуности расправља о недавним контроверзама и јавним критикама које је прате. Према проценама агенције Nielsen Media Research, гледало га је око 1,6 милиона гледалаца у САД. Продужена верзија документарца емитована је 6. октобра 2013. године.